# Echarri-Aranaz
Echarri-Aranaz (em castelhano) ou Etxarri Aranatz (em basco) é um município da Espanha na província e comunidade foral (autónoma) de Navarra. Tem 32,94 km² de área e em 2021 tinha 2 489 habitantes (densidade: 75,6 hab./km²).

## Demografia
| Variação demográfica do município entre 1991 e 2004 | Variação demográfica do município entre 1991 e 2004 | Variação demográfica do município entre 1991 e 2004 | Variação demográfica do município entre 1991 e 2004 |
| --------------------------------------------------- | --------------------------------------------------- | --------------------------------------------------- | --------------------------------------------------- |
| 1991                                                | 1996                                                | 2001                                                | 2004                                                |
| 2329                                                | 2372                                                | 2364                                                | 2428                                                |